# SV Norden-Nordwest
Der SV Norden-Nordwest 1898 ist ein deutscher Fußballverein aus Berlin. Heimstätte des 650 Mitglieder starken Vereins ist der NNW-Platz an der Behmstraße im Ortsteil Gesundbrunnen, welcher 3000 Zuschauern Platz bietet.

## Vereinsgeschichte
Der SV Norden-Nordwest wurde im Jahr 1898 als Berliner FC des Nordens gegründet. 1906 fusionierte der Club mit dem FC Norden-West Berlin zum FC Norden-Nordwest Berlin. Sportlich agierten die Berliner in der Meisterschaft des Märkischen Fußball-Bundes, in welchem der FC Norden-Nordwest im Jahr 1906 die Meisterschaft einfuhr. In der damit verbundenen Teilnahme an der deutschen Meisterschaft 1905/06 erreichten die Berliner das Viertelfinale, unterlagen dem späteren Deutschen Meister VfB Leipzig aber deutlich mit 1:9.
1907 fusionierte der Club mit Teutonia 1903 Schönholz zur Sportlichen Verbindung Norden-Nordwest Berlin, ab 1922 erfolgte eine Namensänderung in SV Norden-Nordwest. 1908 konnte Norden-Nordwest erneut das Finale um die märkische Meisterschaft erreichen. Gegen Viktoria 89 Berlin unterlag NNW mit 3:4. Bis 1933 spielte Norden-Nordwest ununterbrochen in der Oberliga Berlin, in welcher größtenteils im oberen Tabellendrittel mitgespielt wurde. Größter Erfolg von NNW war der Gewinn der Berliner Meisterschaft im Jahr 1922. In der anschließenden deutschen Meisterschaft 1921/22 zogen die Berliner bis ins Halbfinale (0:1-Niederlage gegen den 1. FC Nürnberg) ein. 1924 und 1926 erreichte Norden-Nordwest jeweils noch einmal das Berliner Endspiel, unterlag aber Hertha BSC sowie Alemannia 90 Berlin. In den äußerst erfolgreichen zwanziger Jahren gewann NNW in den Jahren 1922 und 1925 auch den Berliner Verbandspokal. Besonderer Höhepunkt dieser Zeit war ein Freundschaftsspiel gegen die Boca Juniors aus Buenos Aires, den amtierenden Meister Argentiniens, am 16. Mai 1925 auf heimischem Platz. In den dreißiger Jahren konnte der Verein nicht mehr an die Erfolge anknüpfen, und verfehlte die Qualifikation zur Gauliga Berlin-Brandenburg. 1944 bildete NNW eine Spielgemeinschaft mit dem BFC Meteor 06 und fungierte unter der Bezeichnung KSG Meteor/NNW Berlin. Die KSG hatte zwar sportlich den Aufstieg in die Gauliga geschafft, verzichtete aber auf eine Teilnahme.
1945 wurde der Verein aufgelöst und als SG Gesundbrunnen neu gegründet. 1949 spaltete sich die Sportgemeinschaft in den SV Norden-Nordwest sowie Hertha BSC auf. Der Verein spielte noch bis 1961 in der Berliner Stadtliga und verschwand im Anschluss aus dem höherklassigen Fußball. So schaffte NNW nach dem Abstieg 2015 in die Kreisliga A 2017 den Aufstieg zurück in die Bezirksliga. In der darauffolgenden Saison wurden die Mannschaft allerdings nach dem 14. Spieltag bis zum Saisonende gesperrt, nachdem es nach Abpfiff der Partie gegen SG Stern Kaulsdorf zu Handgreiflichkeiten gegen den Schiedsrichter kam. Dadurch folgten ein großer Wechsel in der Mannschaft und das neue Team konnte in der Saison 2018/2019 einen weiteren Abstieg in die Kreisliga B nicht verhindern. Dort belegte die Mannschaft in den pandemiebedingt verkürzten Spielzeiten 2019/2020 und 2020/2021 jeweils den letzten Platz, ohne absteigen zu müssen. Die Saison 2021/22 beendete man auf Platz 5. Dennoch spielt die 1. Mannschaft nun in der elftklassigen Kreisliga C, der tiefsten Liga im Berliner Fußball, wo in verschiedenen Staffeln auch die zweiten bis vierten Herren von NNW antreten.

## Erfolge
- Teilnahme Endrunde deutsche Meisterschaft: 1905/06, 1921/22, 1925/26
- Meister Märkischer Fußball-Bund: 1906
- Berliner Meister: 1922
- Berliner Pokalsieger: 1923, 1925

## Personen

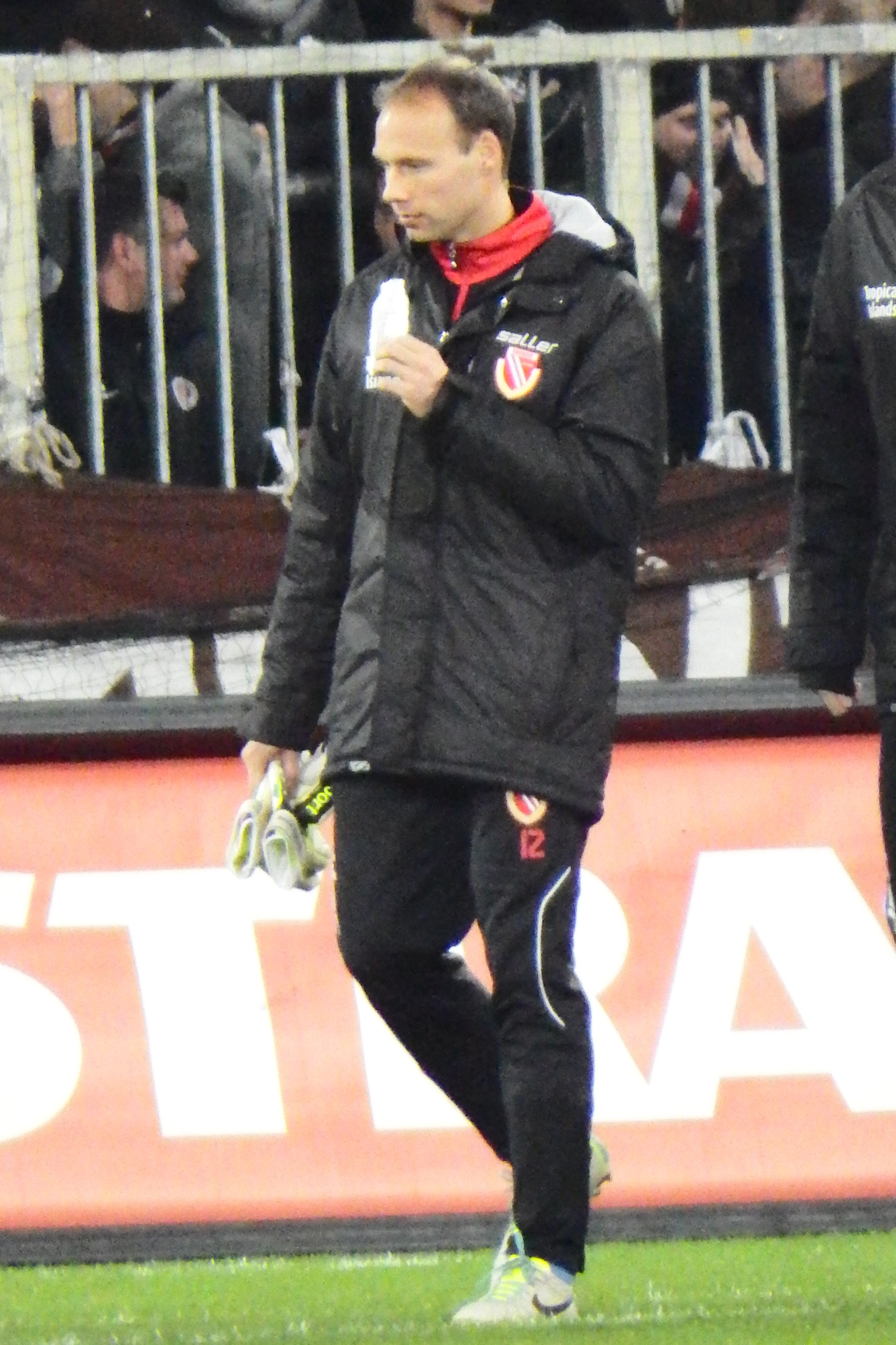
René Renno, Jugendspieler bei NNW

- Karl Tewes (1886–1968), spielte ein Jahr bei NNW, bevor er zu BFC Viktoria 1889 und Hertha BSC wechselte
- Werner Kuhnt (1893–1970), Torhüter bei NNW bis 1927, dabei ein Länderspieleinsatz
- Arthur Mohns (1896-unbekannt), NNW-Spieler in den 1920er Jahren, Nationalspieler
- Otto Montag (1897–1973), NNW-Spieler von 1917 bis 1927, Nationalspieler
- Karl Berndt (1898–1979), zum Beginn der Karriere NNW-Spieler, später, in den 30er Jahren, Spieler und Trainer vom 1. FC Kaiserslautern
- Hans-Joachim Altendorff (1940–2016), 1959–1960 NNW, danach Torjäger bei Hertha BSC
- Lothar Groß (1940–2022), NNW bis 1957, danach Hertha BSC
- Lutz Michael Fröhlich (* 1957), als Mitglied im NNW FIFA-Fußballschiedsrichter, unter anderem Leiter des DFB-Pokalfinals 2003
- Andreas Zimmermann (* 1969), Jugendspieler bei NNW bis 1991, danach Fußballprofi und seit 2007 Trainer, seit 2014 bei Rot-Weiß Oberhausen
- René Renno (* 1979), NNW-Jugendspieler (Torwart) bis 1990, danach Hertha BSC, seit 2010 Energie Cottbus
- Assani Lukimya (* 1986), 1998 kurzzeitig in der Jugend von NNW, seit 2004 Profi-Fußballer, seit 2012 bei Werder Bremen